# Youna Dufournet
Youna Dufournet (Saumur, 19 ottobre 1993) è una ginnasta francese.
Ha vinto cinque medaglie ai XVI Giochi del Mediterraneo, tra cui il titolo individuale e di squadra.